# Maria Pilar Bruguera Sábat
Maria Pilar Bruguera Sábat   (Girona, 1906 - Vic, 6 de setembre de 1994) va ser una metgessa gironina, germana de la Caritat Carmelita, que va exercir la seva professió principalment dins el convent de les germanes carmelites de Terrassa. Era la germana de la també metgessa Carme Bruguera Sala, i era la petita de sis germanes entre les quals hi havia dues metgesses i tres mestres, 

## Biografia
Pilar, era la sisena filla del procurador Martí Bruguera Sastre, originari de Regencós i de Teobalda Sàbat, nascuda a Torrent, Baix Empordà. La família vivia al segon pis del carrer Progrés, número 21, de Girona. El matrimoni va tenir sis filles: Joaquima, M. Assumpció, Teresa, Maria del Carme, Mercè i Pilar. L’Assumpció, la Pilar i la Carme van estudiar Magisteri, era l'ensenyament superior més a l’abast de les gironines, amb l'Escola de Magisteri per a noies, inaugurada el 1914.
Pilar va fer els primers estudis a les Missioneres de l'Immaculat Cor de Maria de Girona, i posteriorment va cursar el Batxillerat a l'Institut, situat al capdamunt del carrer de la Força de Girona, on es va matricular el 1926. Un cop obtingut el títol de batxillerat, va matricular-se a la Facultat de Medicina de Barcelona, on va acabar la carrera el 1934. El 12 de gener de 1935 va rebre el títol de metgessa, tot i que no es va col·legiar fins al 1947. En la fitxa de col·legiació que es conserva al Col·legi de Metges de Barcelona hi consta com a soltera amb domicili al carrer Vall, número 1 de Terrassa, que és l'adreça del convent de les carmelites de la ciutat. El seu ingrés al convent degué determinar que completés la seva formació amb els estudis de magisteri. Va obtenir el títol de mestra el 1952.
Pilar va mantenir la col·legiació tota la seva vida però no consta que exercís la professió. És possible que ho fes com metgessa del convent. Precisament el 1961, consta com a col·legiada i religiosa, i el 1979, quan ja tenia 70 anys va ser honrada amb el títol de col·legiada honorífica del Col·legi de Metges de Barcelona. El 1980 va donar-se de baixa de l'exercici de la professió, tot i que va mantenir la col·legiació fins a la seva mort.
Va morir a Vic el 1994, quan tenia 85 anys.